# ブリティッシュ・スクール・イン・東京

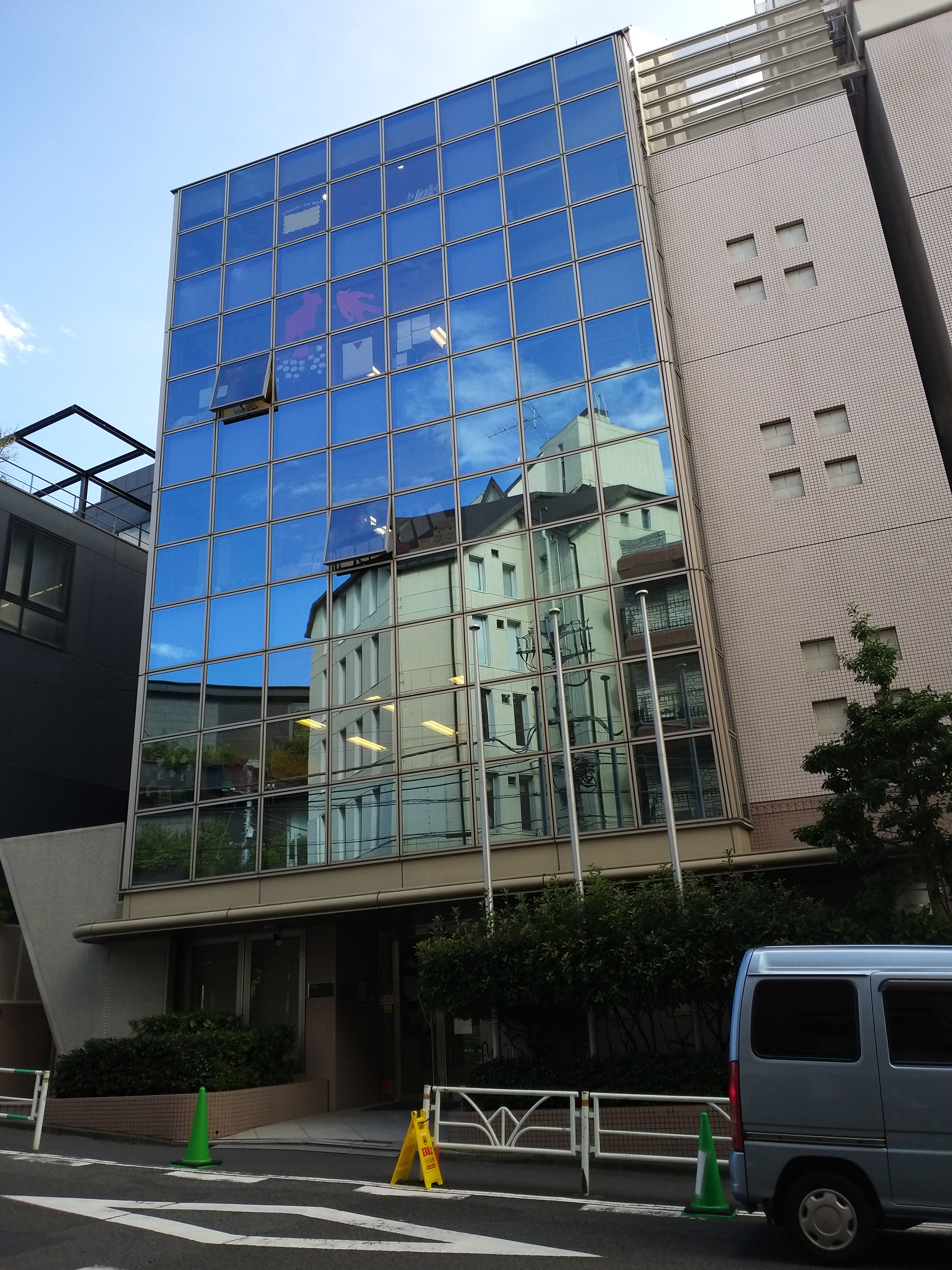
渋谷校

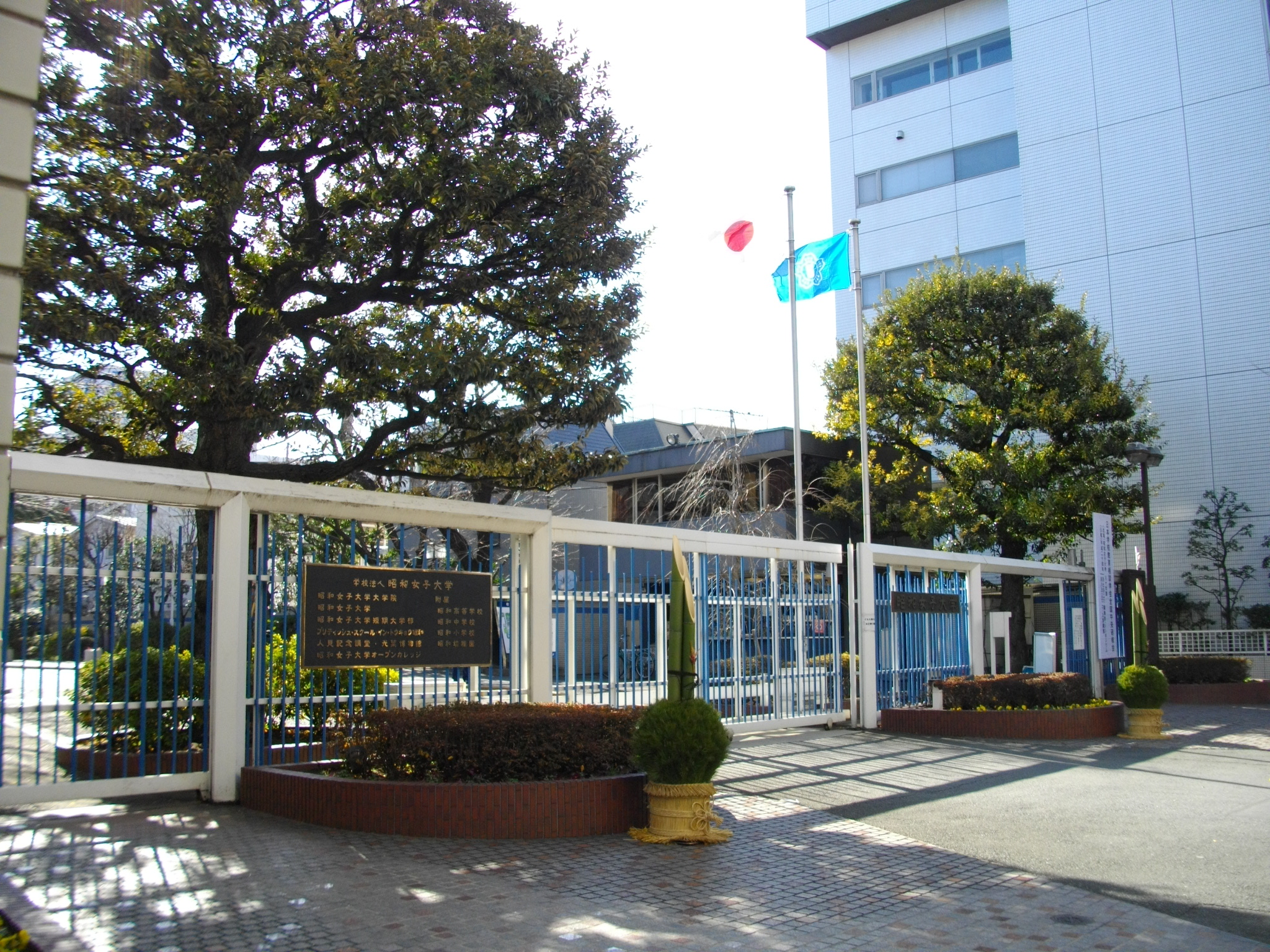
昭和女子大学入口

ブリティッシュ・スクール・イン・東京（ブリティッシュ・スクール・イン・とうきょう、英: The British School in Tokyo, 略称: BST）は、東京都にあるインターナショナル・スクール。65以上の国から1,100名以上の学生が通っている。教育年次は3歳から18歳まであり、イギリス本国と同じカリキュラムで授業が行われ、同じ基準で評価される。日本人、イギリス人以外の生徒が全体の3分の1を占める。
麻布台ヒルズキャンパスでは3歳から8歳までの子供が学び、9歳以上の生徒は世田谷区の昭和女子大学内にある昭和キャンパスで学ぶ。

## 沿革
1988年、日本にいながら子供にイギリス式の教育を受けさせたいという人々の期待に応える形で設立された。1989年9月に当時の首相マーガレット・サッチャー同席のもと正式な開校式が行われ、1期生として63名が入学した。その後急速に規模を拡大し、1993年には全校生徒数が200名に達した。
その後規模拡大に伴い1998年5月に現渋谷キャンパスに移転した。2000年には更なる規模拡大に伴い、13歳以上の学年（いわゆるアッパー・スクール）の授業を区立渋谷小学校旧校舎で行うこととした。しかし同校舎も2003年には閉鎖されたため、さらに駅から離れた場所にある区立大和田小学校旧校舎へと移転した。同校の人気は依然として高かったが、アッパー・スクールの校舎に関しては運営側の理想とはかけ離れていた。
この問題を解決するため、同校は2006年8月から昭和女子大学のキャンパス内に新設した新校舎の利用を始めた。このキャンパスは渋谷駅からバスで10分程度の場所に位置している。それ以降は保育園から3年生までの350名が渋谷キャンパス、4年生以上の620名以上が昭和キャンパスで学んでいる。また2017年からは生徒の増加に合わせて校舎の増設が行われた。
2023年9月、渋谷キャンパスと昭和キャンパスを統合して麻布台ヒルズ内に移転した。なお、7年生から13年生は昭和キャンパスで引き続き学校生活を送る。

## 昭和キャンパス
BSTは昭和キャンパスの土地を保有しておらず、体育館や運動場、講堂なども昭和女子大学並びにテンプル大学の施設を必要時に借りて使用している。